# Atlapetes albofrenatus
El gorrión montés bigotudo o atlapetes bigotudo (Atlapetes albofrenatus) es una especie de ave paseriforme de la familia Passerellidae, que se encuentra en Colombia y Venezuela.

## Hábitat
Vive en el bosque de niebla, el bosque húmedo de montaña y los bordes del bosque, entre los 1.500 y 2.500 m s. n. m. de altitud.

## Descripción
Mide 17,3 cm de longitud. presenta dorso verde oliva; corona y nuca color canela rojizo a rufo; mejillas negras; línea malar blanca bordeada por debajo por una delgada línea submalar negra; mentón blanco; partes inferiores amarillas, con matices oliva en los flancos.

## Alimentación
Se alimenta de artrópodos y de frutos.